# Franz Gruber (Skirennläufer)

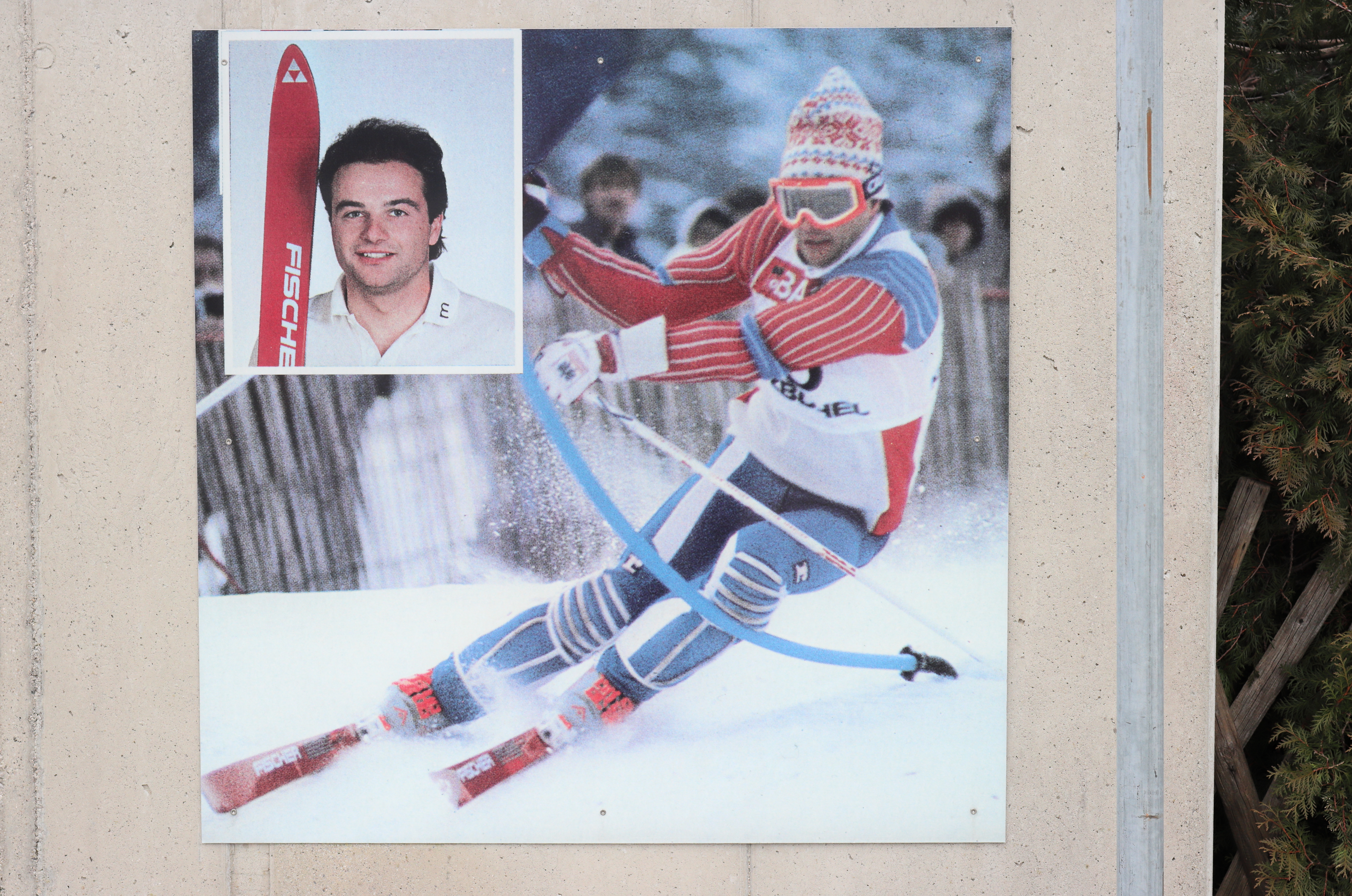
Fototafel in Molln (Marktstraße, Ecke Feuerwehrstraße)

Franz Gruber (* 8. November 1959 in Kirchdorf an der Krems) ist ein ehemaliger österreichischer Skirennläufer. Er war vor allem im Slalom, aber auch im Riesenslalom erfolgreich. In diesen Disziplinen gewann er fünf österreichische Meistertitel. Im Weltcup feierte er einen Sieg und stand weitere achtmal auf dem Podest. Bei den Olympischen Winterspielen 1984 erreichte er den vierten Platz im Riesenslalom.

## Biografie
Bereits im Alter von 14 Jahren wurde Franz Gruber in den Kader des Österreichischen Skiverbandes aufgenommen. Erste Erfolge feierte er 1975 mit zwei österreichischen Juniorenmeistertiteln im Slalom und im Riesenslalom sowie 1976 mit der Silbermedaille im Slalom bei der Junioreneuropameisterschaften in Gällivare. 1977 wurde er nochmals Österreichischer Juniorenmeister im Riesenslalom. Im Winter 1977/78 gewann er sein einziges Rennen im Europacup, einen Slalom in der Šar Planina, und kam zu ersten Einsätzen im Weltcup. Die ersten Weltcuppunkte gewann Gruber am 5. Februar 1979 mit Platz zehn im Slalom von Jasná, zwei Tage danach erreichte er in Oslo bereits den vierten Platz. Eine weitere Woche später wurde er in Bad Gastein zum ersten Mal österreichischer Meister im Slalom. In den nächsten sieben Jahren folgten vier weitere nationale Titel, jeweils zwei im Slalom und im Riesenslalom.
Nach einigen weiteren Top-10-Platzierungen im Weltcup stand Gruber als Dritter des Slaloms von Åre am 15. Februar 1981 erstmals auf dem Podest. Mit insgesamt fünf Top-10-Plätzen erreichte er in der Saison 1980/81 den zehnten Platz im Slalomweltcup und war damit in dieser Disziplin erstmals bester Österreicher, was er auch in den nächsten drei Jahren blieb. Im Winter 1981/82 erreichte er mit zwei Podestplätzen und weiteren fünf Top-10-Ergebnissen den fünften Platz im Slalomweltcup. Bei den Weltmeisterschaften 1982 in Schladming wurde er Achter im Slalom – als einziger Österreicher der das Rennen beendete.
Eine Reihe guter Resultate erreichte Gruber in der Saison 1982/1983. Am 30. Jänner 1983 feierte er im Slalom des Vitranc-Pokals in Kranjska Gora seinen ersten und einzigen Weltcupsieg, wobei er (als Vierklassierter) aus 1,55 s Rückstand auf den nach dem 1. Durchgang Führenden Stig Strand (SWE) noch einen Vorsprung von 0,34 s machte; außerdem war es der erste Sieg in einem Herrenslalom für Österreich seit Kitzbühel 1978 (Klaus Heidegger). Überdies war dies der erste Weltcupsieg eines Oberösterreichers überhaupt. Weitere sieben Mal fuhr er im Slalom unter die besten zehn und zweimal erreichte er auch im Riesenslalom die Top 10. In der Kombination der 3-Tre-Rennen von Madonna di Campiglio erzielte er mit Platz sieben im Slalom und Rang 13 im Super-G den dritten Platz. Gruber erreichte damit im Slalom- und auch im Gesamtweltcup, punktegleich mit dem Jugoslawen Bojan Križaj, als jeweils bester Österreicher den neunten Platz.
Noch etwas steigern konnte sich Gruber in der Saison 1983/84. Diesmal stand er im Slalom viermal auf dem Podest, womit er den dritten Platz im Slalomweltcup erreichte. Zweimal war er auch im Riesenslalom wieder unter den besten zehn zu finden und in der Kombination von Madonna di Campiglio erzielte er als Vierter erneut ein gutes Ergebnis. Gegenüber dem Vorjahr konnte er sich im Gesamtweltcup somit noch um einen Platz auf Rang acht verbessern. Bei den Olympischen Winterspielen 1984 in Sarajevo schied Gruber jedoch in seiner Paradedisziplin Slalom – wie auch alle anderen Österreicher – aus. Im Riesenslalom erreichte er hingegen überraschend den vierten Platz. Im ersten Durchgang lag der Oberösterreicher, der im Weltcup in dieser Disziplin nie unter den besten fünf war, noch an dritter Stelle; eine Medaille verfehlte er aber schließlich um 33 Hundertstelsekunden.
In den nächsten Jahren konnte Gruber nicht mehr an frühere Leistungen anschließen. In der Saison 1984/85 fuhr er noch dreimal unter die besten zehn und konnte sich damit auch für die Weltmeisterschaften 1985 in Bormio qualifizieren. Dort belegte er den 19. Platz im Riesenslalom und schied im Slalom aus. Im Winter 1985/86 erreichte er nur noch einmal die Weltcup-Punkteränge und nachdem er in der Saison 1986/87 gänzlich ohne Weltcuppunkte geblieben war, beendete Gruber im Alter von 27 Jahren seine Karriere.

## Erfolge

### Olympische Winterspiele
- Sarajevo 1984: 4. Riesenslalom

### Weltmeisterschaften
- Schladming 1982: 8. Slalom
- Bormio 1985: 19. Riesenslalom

### Junioreneuropameisterschaften
- Gällivare 1976: 2. Slalom

### Weltcup
- Saison 1980/81: 10. Slalomweltcup
- Saison 1981/82: 5. Slalomweltcup
- Saison 1982/83: 9. Gesamtweltcup, 9. Slalomweltcup
- Saison 1983/84: 8. Gesamtweltcup, 3. Slalomweltcup
- 9 Podestplätze, davon 1 Sieg:

| Datum           | Ort           | Land        | Disziplin |
| --------------- | ------------- | ----------- | --------- |
| 30. Jänner 1983 | Kranjska Gora | Jugoslawien | Slalom    |

### Europacup
- Saison 1977/78: 7. Slalomwertung
- 1 Sieg (Slalom in der Šar Planina 1977/78)

### Österreichische Meisterschaften
- Fünffacher österreichischer Meister:
  - 3 × Slalom (1979, 1981 und 1986)
  - 2 × Riesenslalom (1982 und 1984)
- Dreifacher Österreichischer Juniorenmeister:
  - 1 × Slalom (1975)
  - 2 × Riesenslalom (1975 und 1977)